# Precious Plastic
Precious Plastic est un projet de recyclage des matières plastiques, à l'échelle artisanale[pas clair]. De petites unités sont fédérées en un réseau mondial. Les méthodes et techniques employées sont basées sur le modèle du logiciel libre et peuvent être utilisées et modifiées sans restrictions. Le partage d'idées et d'innovations est encouragé.[pas clair]
Le projet a été lancé en 2013 par Dave Hakkens (en) et en est maintenant à sa quatrième itération. Il s'appuie sur une série de machines et d'outils qui broient, fondent et injectent du plastique recyclé, ce qui permet de créer de nouveaux produits à partir de plastique recyclé à petite échelle. 

## Histoire
En 2012, Dave Hakkens (en) démarre le projet dans le cadre de ses études à la Design Academy Eindhoven. La version 1.0 du projet est publiée en 2013. La conception de la version 2.0 commence en 2015 et est publiée en mars 2016. Une place de marché est alors créée sous le nom de Bazar, où sont vendus machines et produits à destination de recycleurs amateurs ou semi-professionnels.
Début 2017, l'équipe commence la conception de la version 3.0, publiée en octobre de la même année.
En mai 2018, Precious Plastic reçoit le prix Famae et une récompense de 300 000 euros destinée au développement du projet. La ville d'Eindhoven fournit alors un vaste atelier, gratuitement. La version 4.0 commence alors et est publiée en janvier 2020. 
En 2019, Hakkens et Precious Plastic sont impliqués dans une controverse portant du plastique récupéré en mer, la question étant de savoir si l'incinération était préférable au recyclage.

## Description
Precious Plastic, projet open source, s'appuie sur une série de machines et d'outils qui déchiquètent, fondent et injectent le plastique recyclé, permettant la création de nouveaux produits à petite échelle. Le projet permet à des consommateurs individuels de mettre sur pied « leur propre usine miniature de recyclage ». 

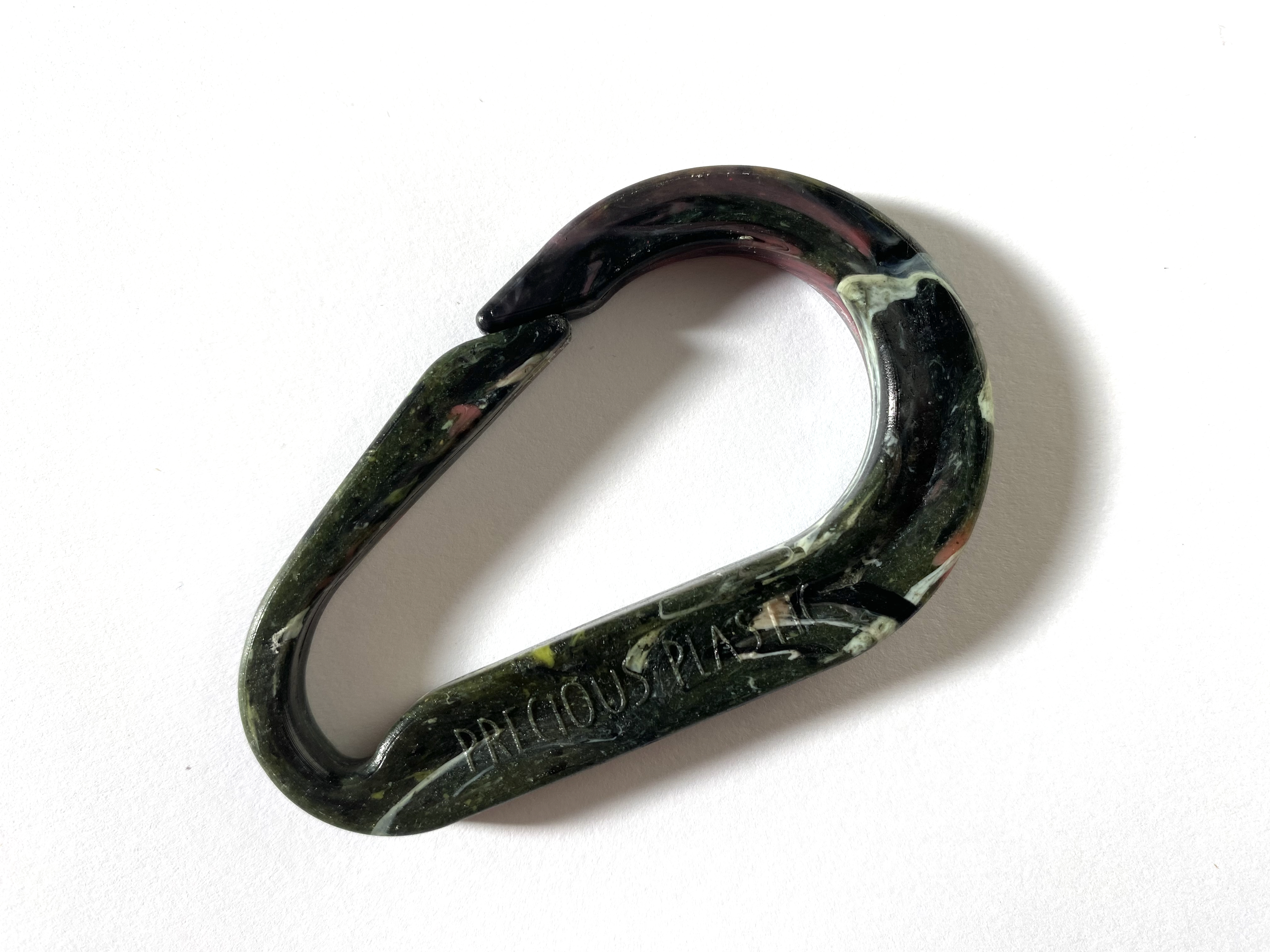
Un mousqueton en plastique recyclé, fabriqué grâce à des machines de Precious Plastic.

Le projet est composé de plus de 400 000 personnes réparties entre plus de 400 ateliers. Toutes les informations produites par le projet telles que les programmes informatiques, les dessins et les documents de référence sont disponibles sur internet, gratuitement et librement, au terme de la licence Creative Commons Attribution - Share Alike International 4.0.

## Projets liés
Precious Plastic Fiji est créée en 2017 en tant qu'ONG dédiée à l'élimination des déchets plastiques.
Un atelier en Chine, la société Plastplan issue de la branche islandaise de Precious Plastic, permet que le plastique acheminé en Suède ne soit pas incinéré.
À Hawaï, en 2019, Puna Precious Plastic collecte plus de 500 kg en vue de les recycler en matériaux de construction.
En Thaïlande, Precious Plastic Bangkok collecte des capsules de bouteilles en plastique pour les déchiqueter, les fondre et les remodeler en de nouveaux produits, y compris des robes de moine,.
Grâce à une dotation pour les arts du comté de Dane, et en partenariat avec des associations locales, une antenne de Precious Plastic a vu le jour à Madison, dans l'État du Wisconsin.

## Implication de l'université
En 2018, Precious Plastic Texas voit le jour après que des étudiants de l'université du Texas ont appris l'activité du groupe thaïlandais. En 2019, des étudiants en environnement de l'université DePauw (Indiana), fondent leur propre groupe et reçoivent des subventions de la part de l'œuvre caritative Joseph and Carol Danks Centers Council Fund for Multidisciplinary Projects. Le projet continuera sous forme de séminaires et d'enseignements artistiques. Des initiatives similaires voient le jour en Australie. 